# Ернст Вилнер (награда)
Литературната награда „Ернст Вилнер“ (на немски: Ernst-Willner-Preis) се присъжда ежегодно към наградата „Ингеборг Бахман“ по време на пролетните състезателни Дни на немскоезичната литература в Клагенфурт.
Отличието се дава в памет на журналиста Ернст Вилнер, съосновател на събитието, което се провежда след 1997 г.
До 2011 г. наградата възлиза на 7000 €, а от 2012 г. – на 5000 €.

## Носители на наградата
- 1983: Бодо Морзхойзер
- 1987: Ирина Либман
- 1988: Михаел Вилденхайн
- 1989: Забине Петерс
- 1990: Лудвиг Роман Флайшер
- 1991: Марсел Байер
- 1992: Улрих Холбайн
- 1993: Зандра Келайн
- 1994: Щефани Менцингер
- 1995: Инго Шулце
- 1996: Фелицитас Хопе
- 1997: Бетина Галвани
- 1998: Йон фон Дюфел
- 1999: Тор Кункелl
- 2000: Андреас Майер
- 2001: Антйе Равич Щрубел
- 2002: Мирко Боне
- 2003: Ула Ленц
- 2004: Зимона Забато
- 2005: Натали Балков
- 2006: Ангелика Оверат
- 2007: Ян Бьотчер
- 2008: Клеменс Й. Зец
- 2009: Катарина Борн
- 2010: Алек Шолц
- 2011: Лайф Рант
- 2012: Ингер-Мария Малке[2]
- 2013: Хайнц Хеле
- 2014: Катарина Герике[3]